# 法国海外领土

现海外领土（法属南部和南极领地）
已改变地位的旧海外领土（变为海外集体或海外省）
已成为独立国家的旧海外领土

海外领土（法語： territoire d'outre-mer，简称TOM）是法国在1946年为取代殖民地地位而设立的一种行政区划，目前仅适用于法属南部和南极领地。   
1958年，大部分海外领土成为了法兰西共同体的成员国，后纷纷独立。2003年，仅存的海外领土中大部分（马约特、法屬玻里尼西亞、圣皮埃尔和密克隆、瓦利斯和富图纳）成为了海外集体，只有无人居住的法属南部和南极领地仍为海外领土。

## 歷史

### 法蘭西聯盟時期
1946年，法國通過《海外省法》，四個前法殖民地瓜德羅普、馬丁尼克、留尼汪及法屬圭亞那升格爲海外省，其地位與法國歐洲本土的省份相同，並且適用本土所有法律。1946年10月27日法蘭西第四共和國成立，根據憲法創建法蘭西聯盟。所有殖民地及聯合國託管領土成爲法國的海外領土，是法蘭西共和國建制的一部分。
聯盟內所有的公民皆爲法國公民，海外領土有選派其在法國議會中的代表。但法國公民又分兩類，分別爲法國公民及法國屬地公民。
聯盟創造了兩個不同的選舉團：法國公民選舉團及法國屬地公民選舉團；後者的選舉權相當有限。同時，法國歐洲本土的法律亦不適用於海外領土。
1947年，法属上沃尔特成立。
1950年至1954年間，法屬印度被新獨立的印度吞併。
1955年，法屬南部及南極領地成立，包括了印度洋上曾經爲馬達加斯加管轄的島嶼，以及法國在南極洲宣稱主權的部分。
出於殖民地獨立運動所帶來的壓力，法國頒佈《海外領地根本法》，取消了多重選舉團及殖民地不平等的選舉權。

### 第五共和國時期
1958年10月4日法蘭西第五共和國成立，法蘭西聯盟由法蘭西共同體取代。根據憲法第76條，所有海外領地面臨着三個選擇：
- 保留海外領土的地位；
- 成爲法國海外省；
- 成爲法蘭西同共同體的成員國，取得自治權。

只有5處海外領土選擇維持現狀 (科摩羅群島、法屬波利尼西亞、法屬索馬利蘭、新喀里多尼亞、聖皮埃爾和密克隆)。加蓬選擇成爲海外省，但在戴高樂的說服下放棄。幾內亞拒絕憲法並於1958年通過公投獨立。其他海外領地則選擇成爲法共體的成員國，並於60年代時期先後獨立。
根據憲法第74條，海外領土獲得自治權，實行本土法律。
瓦利斯和富圖納於1961年通過1959年公投選擇成爲海外領土。1967年，法屬索馬利蘭成爲法屬阿法爾和伊薩領地的一部分，並且於1977年獨立，更名爲吉布提。科摩羅群島則於1975年獨立。但馬約特是科摩羅群島中唯一在獨立公投中投反對票的島嶼。該島繼續維持法國治理，並且於1976年成爲法國海外集體。
1998年，法國政府與新喀里多尼亞達成《努美阿協定》，根據憲法第76條獲得特殊地位，並且結束了當地多年的暴力衝突。
2003年，憲法第74條通過修正案將所有海外領土更名爲海外集體（法屬南部及南極領地除外）。憲法第73條亦保留了各海外集體在未來通過公投改變其地位的權利。馬約特正是通過該法條於2011年成爲海外省。
2007年，法屬聖馬丁和聖巴泰勒米從瓜德羅普獨立，分別成爲海外集體。
2016年，法屬圭亞那及馬提尼克成爲法國單一領土集體。

## 海外領土列表
| 名稱                             | 位置 | 所屬管轄區   | 開始時間 | 結束時間 | 備註                                                                         |
| -------------------------------- | ---- | ------------ | -------- | -------- | ---------------------------------------------------------------------------- |
| 喀麦隆 (聯合國託管地)            |      | 法屬赤道非洲 | 1946     | 1958     | 1958年成爲法共體一員，1960年獨立。                                           |
| 法屬印度支那                     |      | 法屬印度支那 | 1946     | 1954     |                                                                              |
| 科摩罗群岛                       |      |              | 1946     | 1975     | 1975年獨立（馬約特除外）。                                                   |
| 象牙海岸                         |      | 法屬西非     | 1946     | 1958     | 1958年成爲法共體一員，1960年獨立。                                           |
| 達荷美                           |      | 法屬西非     | 1946     | 1958     | 1958年成爲法共體一員，1960年獨立。                                           |
| 法屬剛果                         |      | 法屬赤道非洲 | 1946     | 1958     | 1958年成爲法共體一員，更名剛果，1960年獨立。                                 |
| 幾內亞                           |      | 法屬西非     | 1946     | 1958     | 拒絕第五共和國憲法並於1958年獨立。                                           |
| 上沃尔特                         |      | 法屬西非     | 1947     | 1958     | 1958年成爲法共體一員，1960年獨立。                                           |
| 法屬印度                         |      |              | 1946     | 1954     | 1950年至1954年間併入印度。                                                   |
| 馬達加斯加                       |      |              | 1946     | 1958     | 1958年成爲法共體一員，1960年獨立。                                           |
| 毛利塔尼亞                       |      | 法屬西非     | 1946     | 1958     | 1958年成爲法共體一員，1960年獨立。                                           |
| 馬約特                           |      |              | 1976     | 2003     | 該島於科摩羅群島獨立後依然維持法國領土，並成爲海外集體。2011年起成爲海外省。 |
| 尼日尔                           |      | 法屬西非     | 1946     | 1958     | 1958年成爲法共體一員，1960年獨立。                                           |
| 新喀里多尼亞                     |      |              | 1946     | 1998     | 依照《努美阿協定》保持特殊地位。                                             |
| 烏班吉沙立                       |      | 法屬赤道非洲 | 1946     | 1958     | 1958年中非共和國名義加入法共體，1960年獨立。                                 |
| 法屬波利尼西亞                   |      |              | 1946     | 2003     | 從海外領土轉爲海外集體。                                                     |
| 塞內加爾                         |      | 法屬西非     | 1946     | 1958     | 1958年加入，1959年併入馬里聯邦，1960年獨立。                                 |
| 法屬阿法爾 和伊薩領地 (1957年起) |      |              | 1946     | 1958     | 1977年更名吉布提並獨立。                                                     |
| 聖皮埃爾 和密克隆                |      |              | 1946     | 2003     | 1976年至1985年間爲海外省，後成爲海外集體。                                   |
| 法屬蘇丹                         |      | 法屬西非     | 1946     | 1958     | 1958年加入，1959年併入馬里聯邦，1960年獨立成爲現馬里。                       |
| 乍得                             |      | 法屬赤道非洲 | 1946     | 1958     | 1958年成爲法共體一員，1960年獨立。                                           |
| 法屬南部 及南極領地              |      |              | 1955     | —        | 僅存海外領土，屬無人區。                                                     |
| 多哥 (聯合國託管地)              |      | 法屬西非     | 1946     | 1958     | 1958年成爲法共體一員，1960年獨立。                                           |
| 瓦利斯和富圖納                   |      |              | 1961     | 2003     | 現爲海外集體。                                                               |